# Théâtre de Poche (Bruxelles)
Pour les articles homonymes, voir Théâtre de Poche.
Résidence
Le théâtre de Poche est une institution théâtrale fondée à Bruxelles en 1951 par Roger Domani (1926-1997) et Roland Ravez (1930-2017). Il est installé à l’entrée du Bois de la Cambre depuis 1966. D’abord expérimental par ses textes et ses formes (années 1950 à 1980), le théâtre de Poche se centre dès les années 1990 sur un théâtre consacré aux questions de société.

## Historique

### Années 1950: Domani-Ravez, l'audace d'un duo
Le théâtre de Poche est né d’une amitié qu’on peut comparer à un « coup de foudre ». Alors jeune journaliste à La Cité Nouvelle, Roger Domani rencontre un soir de 1950 à la sortie du théâtre un jeune comédien et metteur en scène, Roland Ravez. Ils partagent des idées nouvelles et une foi commune en l’avenir du théâtre. Quelques mois après cette rencontre, en 1951, ils décident de créer leur propre théâtre.  
Roger Domani avait un besoin de théâtre, disait-il, comme il avait un besoin de manger: « J'étais un gourmet qui ne trouvait pas son content dans les restaurants traditionnels. Alors j'ai ouvert ma propre cuisine. Il fallait créer un théâtre où l’on jouerait un répertoire qui nous plairait. »  
Brièvement installé dans un appartement bourgeois de l’avenue Louise, à Bruxelles, de février à septembre 1951, le théâtre de Poche s’installe ensuite chaussée d’Ixelles, où il séjournera jusqu’en 1964.
La première production à la chaussée d’Ixelles, en octobre 1951, s’intitule Les Démoniaques, une pièce de l’auteur français Michel Durafour (alors parfaitement inconnu, il allait devenir Ministre de la Ve République). L’anecdote raconte que Durafour, à peine arrivé dans le théâtre, s’est vu confier un tournevis pour terminer d’installer les sièges avant la première. La pièce évoque le désarroi d'étudiants du Quartier Latin, « désaxés et avilis par la guerre, victimes d'une époque sans idéal ». Cinq ans après la Seconde Guerre mondiale, le Théâtre de Poche démontre d'emblée qu'il s'adresse en priorité aux interrogations des nouvelles générations, dont font partie ses animateurs.
Entre 1951 et 1955, Roger Domani et Roland Ravez produisent de jeunes auteurs encore inconnus de la scène comme Jean Genet, Eugène Ionesco, Boris Vian, Jacques Audiberti, Arthur Adamov, Harold Pinter… Le théâtre de Poche mise sur l’audace et veut jouer le rôle de « découvreur de pièces non conformistes, originales et audacieuses ». Roger Domani assure la gestion du théâtre, souvent « au culot », armé d’un flair puissant pour la nouveauté. Roland Ravez assure la plupart des mises en scène.
Le succès est immédiat. Les défis financiers aussi : passionné, Roger Domani se soucie peu des créanciers qui viennent réclamer les impayés au nom des fournisseurs. Sa légendaire réponse aux huissiers (« Domani, revenez domani! ») lui vaudra son surnom de Domani – il était en effet né Roger Gheers. En 1957, Roland Ravez quitte la direction du théâtre. Un naufrage financier est évité de justesse grâce à l’intervention du Ministre d’État de l’époque Léo Collard.
Roger Domani, par son amour pour le voyage, parcourt la planète à l'affût de nouveautés ; de New York, Paris et Londres, il ramène des textes parmi lesquels Connaissez-vous la Voie lactée ? (1958) de Karl Wittlinger, Biederman et les Incendiaires (1959) de Max Frisch, La Prochaine Fois je vous le chanterai (1963) de James Saunders et Du vent dans les branches de Sassafras (1965) de René de Obaldia.  

### Années 1960: exploration africaine et installation au bois de la Cambre
Au début des années 1960, le théâtre de Poche poursuit ses tournées internationales : Congo, Afrique Équatoriale française, Italie, Pologne. En 1963, le pâté de maisons qui abrite le théâtre de Poche sur la chaussée d’Ixelles est destiné à être démoli, pour faire place à la galerie commerciale de la Toison d’Or. Roger Domani fait mine de chercher un lieu, mais ses préoccupations sont ailleurs. En 1964, lors d’une tournée au Zaïre, le directeur du Poche choisit de rester en Afrique où il crée l'Office Eurafricain de Diffusion Artistique et Culturelle. Il organise des tournées de compagnies théâtrales belges, ce qui ne l'empêche pas de continuer à produire des spectacles qui sont provisoirement hébergés par Jacques Huisman, dans la petite salle du théâtre national de Belgique, à Bruxelles.  
En 1964, Roger Domani rencontre Roland Mahauden, lors d’un vol à bord d’un avion opérant des liaisons intérieures au-dessus du continent africain. Les deux hommes, assis côte à côte, « fumaient la même marque de cigarettes ». Roland Mahauden, qui reprendra la direction du théâtre de Poche en 1992, est alors formateur de para-commandos. Une amitié se lie, qui ne se démentira jamais. Ensemble, ils créent le Ballet National Folklorique du Congo rassemblant quelque 80 danseurs qui feront un triomphe à Dakar au premier Festival Mondial des Arts Nègres en 1966. Ensemble, ils parcourent plus de 15.000 kilomètres de brousse, dans un Zaïre en pleine rébellion.
En 1966, Roger Domani revient d’Afrique où il aura passé trois années consécutives. À Bruxelles, il s’agit de trouver un nouveau lieu pour le théâtre. Roland Mahauden lui propose les locaux d'un club de pétanque, à l’arrière de la patinoire tenue par sa mère au Bois de la Cambre. En automne 1966, le nouveau théâtre s’ouvre dans un répertoire contemporain.
Le premier spectacle à s'y jouer est Insulte au public de Peter Handke, mis en scène par Jorge Lavelli et adapté par Jean Sigrid, avec Fernand Abel, Roger Broë, Laurent Lurkor et Richard Muller. Pour atteindre la salle lors de la première représentation, le public bruxellois doit marcher sur des planches de bois jetées à la hâte sur le sol, parce que la chape de béton n’a pas eu le temps de sécher. L’anecdote raconte qu’une élégante spectatrice, les hauts talons enlisés dans le béton frais, s'est exclamée en faisant référence au titre de la pièce : « J'imagine que le spectacle a déjà débuté! ». Le public étant effectivement insulté et montré du doigt en cours de représentation ("vous madame ..."), se fait de moins en moins nombreux, la compagnie devant parfois jouer devant un public de trois personnes (le minimum pour ne pas annuler la séance) qui en prennent pour leur compte.
Dès 1967, Roger Domani poursuit l’ouverture vers les jeunes auteurs et metteurs en scène étrangers : Allen Ginsberg, Fernando Arrabal, James Saunders, Roland Topor, Lodewijk de Boer (nl) ou Adrian Brine . Roger Domani se lie d'amitié avec ces artistes et définit son action théâtrale comme une « association de copains » forgée dans la confiance et un goût pour l’insoumission et la fête. Marqué par son expérience africaine et par un humanisme réaliste, Roger Domani est convaincu que le monde doit être changé et que le théâtre doit y aider. Le théâtre de Poche se réclame comme un véritable théâtre d'action, directement lié à des thématiques contemporaines, avec des pièces comme McBird (1968) de Barbara Garsons, qui superpose l'assassinat de John F. Kennedy à l'intrigue de Macbeth de Shakespeare, ou America Hurrah (1967) de Jean-Claude van Itallie, satire contre le consumérisme américain et la guerre du Vietnam.

### Années 1970: le label de "Théâtre expérimental de Belgique"
Au début des années 1970, malgré le succès de billetterie et la reconnaissance critique, la situation financière du théâtre de Poche est désastreuse. Pour sauver les meubles, au sens propre, Roland Mahauden fait à moto de constants allers-retours entre les huissiers pour que la vente du matériel soit évitée. En 1971, un accord est trouvé avec le Ministre de la Culture Albert Parisis. Le théâtre de Poche est établi comme « Théâtre expérimental de Belgique », avec une subvention augmentée en fonction de ses missions de soutien aux « jeunes compagnies » qui émergent alors.
Soucieux d’ouvrir les formes théâtrales à des expérimentations nouvelles, le théâtre de Poche explore des zones inédites sans se couper du public. En 1971, plus de 15.000 spectateurs rejoignent le Bois de la Cambre pour découvrir Et ils passèrent des menottes aux fleurs, de Fernando Arrabal, où des acteurs se dévêtissent entièrement, une première belge en Belgique. La mise en scène réunit notamment Marion Hänsel et Philippe van Kessel . La police bruxelloise est réquisitionnée, chaque soir, pour s'assurer de la majorité d'âge des spectateurs. En novembre 1971, Le Serpent de Jean-Claude van Itallie rassemble 15 comédiens dans une  suite de tableaux joués sur un plateau nu dans un environnement sonore composé de bruits naturels et artificiels. Le travail du metteur en scène, James Barbosa (membre fondateur de l'Open Theatre), assisté de Marion Hänsel, est basé sur l'improvisation des acteurs, la prise de conscience de leurs faiblesses, de leurs possibilités d'exprimer leurs violences, et sur de grandes performances physiques ; il reçoit des avis mitigés dans la presse.
Autre gros succès de la décennie, La Famille, de Lodewijk de Boer (nl) , se présente comme « un authentique feuilleton T.V. », divisé en quatre épisodes sur l'ensemble de la saison 1973-1974. Sous la conduite de Derek Goldby, la distribution compte notamment le comédien français Niels Arestrup, qui fait ses premiers pas sur les scènes professionnelles,.
En 1974, Roger Domani s’associe à Antoine Vitez pour produire Le Pique-Nique de Claretta de René Kalisky, auteur belge porté pour la première fois à la scène. Les représentations du spectacle, qui évoquent les derniers jours de Mussolini, sont, à Bruxelles, chahutées par des groupuscules néo-fascistes. Selon Domani, « l'art a toujours évolué par scandales » et « la société elle-même n'évolue que par le scandale ».
En 1975 et 1976, le théâtre de Poche fête son 25e anniversaire. Pour cette occasion, Derek Goldby met en scène L'Éveil du Printemps de Frank Wedekind. Roger Domani investit plusieurs théâtres bruxellois avec des spectacles internationaux dont il apprécie le caractère novateur, comme Sweetbird de l'Iowa Theatre Lab ou Morte Della Geometria d'Ouroboros (Centre de Recherche théâtral italien). Le théâtre de Poche investit les souterrains de la Place Royale, les Halles de Schaerbeek, la Chapelle des Brigittines...

### Années 1980: Domani-Mahauden, le théâtre comme engagement
Dès le début des années 1980, Roland Mahauden, après son passage par l’armée puis par le cinéma, est au théâtre de Poche à temps plein, comme bras droit de Roger Domani. Le duo poursuit sa volonté d’un théâtre engagé, porté par la contestation et la défense des Droits de l’Homme.
La décennie 1980 est marquée par plusieurs « blockbusters », certaines productions atteignant le cap des 100, 200 voire 300 représentations en tournée. Parmi ces spectacles figurent Bent (1981) de Martin Sherman, Un certain Plume (1982) de Henri Michaux (un solo de Philippe Geluck, alors acteur, qui jouait également dans Bent), Good (1983) de Cecil Perceval Taylor , Les Trompettes de la mort (1986) de Tilly , L'Art d'aimer (1987) d’Ovide dans la mise en scène de Roland Mahauden et surtout Les Videurs (1988) de John Godber, dont la tournée durera jusqu’en 1996.
Malgré leur disparité stylistique, tous ces spectacles témoignent de la sensibilité engagée du théâtre de Poche. Dans Bent, Martin Sherman rappelle que, durant la Seconde Guerre mondiale, les nazis ont organisé la persécution des homosexuels. Ce récit touche particulièrement Roger Domani et définit le goût du théâtre de Poche en cette décennie 1980 pour des œuvres sombres, qui dénoncent et alertent. Mais cette palette n’est pas monochrome : avec Un certain Plume, de Henri Michaux, la poésie de Philippe Geluck marque très durablement les esprits. Quant aux Videurs,  c’est « le délire, la frénésie, la tornade », même si l’humour s’y teinte de noir. Cinq comédiens (Jean-Paul Dermont, Michel Kartchevsky, Luc Fonteyn, Thierry Wasseige et Xavier Percy) endossent une galerie de 40 personnages, reflétant une société en prise directe avec les questions du chômage, de la violence, des dépendances et de la solitude. Le spectacle dépassera le cap des 380 représentations et des 80.000 spectateurs.
En parallèle, par ses missions spécifiques d’accompagnement de la jeune création, depuis le milieu des années 1970, Roger Domani ouvre les portes du théâtre à de jeunes comédiens, auteurs et metteurs en scène : Philippe van Kessel, Elvire Brison, Michel Dezoteux ou encore Martine Wijckaert, dont la plupart sont à l’orée d’une importante carrière théâtrale,,,.

### Années 1990: Mahauden et le théâtre «rock'n'roll»
Les années 1990 marquent un tournant important dans l’histoire du théâtre de Poche : en novembre 1992, Roger Domani transmet la direction du théâtre au metteur en scène Roland Mahauden qui « déjà, depuis quelques années, l’aide à tenir le gouvernail du Poche ». La transition, qui se tient avec l’aval du Conseil d’Administration, est une passation plus qu’une rupture. Elle n'en ouvre pas moins un tout nouveau chapitre dans l’histoire du théâtre. Elle va permettre à Roland Mahauden d’imprimer sa patte « rock’n’roll » sur la programmation des vingt années qui suivent. Inspiré par ses années Domani et prêt, comme lui, à dénoncer toutes les injustices, Roland Mahauden entend créer un théâtre d’accès direct, pour le plus grand nombre et particulièrement la jeunesse, public qui le passionne.
Dans le même souci des jeunes générations, Roland Mahauden crée le Festival annuel Premières Rencontres en 1993. Jusqu’en 2006, ce festival présentera chaque année, à la rentrée théâtrale, les quelque 80 jeunes lauréats d’écoles supérieures d'art dramatique (Insas, IAD, Conservatoires de Mons, Liège et Bruxelles), au départ dans leur exercice de fin d’études. Outre les cinq écoles de la Fédération Wallonie-Bruxelles, certaines éditions des Premières Rencontres s’ouvrent aussi à des lieux de formation étrangers, comme l'École nationale de théâtre du Canada, la Scuola d'Arte Dramatica de Milan ou l'École du Passage de Niels Arestrup. Dès l’an 2000, les Premières Rencontres sont l’occasion d’une création collective, toutes écoles confondues. Le metteur en scène Charlie Degotte dirige notamment La Revue Panique , inspirée de Roland Topor (en 2000), puis La Revue Camique, qui puise dans les textes de l’auteur et humoriste français Pierre Henri Cami (2001). En 2004, les Premières Rencontres Nord-Sud réunissent les lauréats des écoles de théâtre francophones belges et de jeunes comédiens venus du Congo, du Burkina Faso, d’Haïti et de Palestine. En 2005, les Premières Rencontres s’ouvrent à des comédiens tchétchènes, sous la conduite de Jean-Michel d’Hoop, Jean-François Noville et Magali Pinglaut.
Comme il l’avait lui-même été pour Roger Domani, Roland Mahauden se trouve un indéfectible aide de camp. Olivier Blin est engagé au théâtre de Poche en 1993. « Olivier m’a d’abord proposé des services gratuits, ce qui a d’emblée suscité mon intérêt ! », racontera plaisamment Roland Mahauden en 2013. Olivier Blin avait en effet commencé par prospecter pour les Premières Rencontres au Québec, où il avait notamment rencontré l'auteur et metteur en scène Wajdi Mouawad, avant d’être officiellement engagé par le Poche. Olivier Blin embarque dans la « maison d'aventures » et participe de près à de grands succès du Poche : Tu ne violeras pas d’Edna Mazya , que Wajdi Mouawad vient mettre en scène au bois de la Cambre (1995), Trainspotting d’Irvine Welsh, dirigé par Derek Goldby (1996), Un fou noir au pays des Blancs de Pie Tshibanda (2001) ou encore Les Monologues du vagin d’Eve Ensler (2000) , qui se joueront sur cinq saisons.
Le théâtre de Poche, par ses thèmes et la forme directe de ses spectacles, suscite l’intérêt des jeunes générations. « Depuis 1951, le public du Poche est un public jeune », affirme ainsi Roland Mahauden en 1997 au Soir. Même s’il reconnaîtra plus tard que le public avait vieilli durant les dernières années de direction de Roger Domani, Mahauden indique à raison qu’il a œuvré sans relâche à le rajeunir. Trainspotting devient par exemple un spectacle-culte dont le succès touche le jeune public de 16 à 24 ans, qui téléphone au théâtre « pour savoir comment réserver une place de théâtre ». Dès le milieu des années 1990, le théâtre de Poche va produire des spectacles à destination particulière des adolescents et des jeunes adultes, axés sur des thématiques qui les concernent directement : le quotidien d’une enfant de la guerre avec Le journal de Zlata mis en scène par Daniela Bisconti (1994), les agressions sexuelles avec Tu ne violeras pas d’Edna Mazya (1995), l’inceste et les abus sur les enfants avec Bouches décousues de Jasmine Dubé, mis en scène par Roland Mahauden (1997). Certains de ces spectacles créent la polémique, faisant l’objet de censure par des établissements scolaires,. Ces réactions, bien que marginales, et surtout le très large succès rencontré par ces spectacles confèrent au Poche une réputation durable de théâtre qui parle à la jeunesse et l’invite à l’action responsable.
Le 27 août 1998, le théâtre de Poche, entièrement rénové, est inauguré. Dès 1985, Roger Domani avait signalé à la Ville de Bruxelles, propriétaire du bâtiment, que la pluie tombait dans la salle et qu’un gros arbre menaçait de s’écrouler sur le théâtre. Les travaux débutent en 1997 et leur coût s’élève à 72 millions de FB, pris en charge par la Ville de Bruxelles et la Communauté Française. Le nouveau théâtre maintient son « humeur intime » (237 places, soit 30 sièges en plus). Le bar et le feu ouvert restent les éléments centraux de l’accueil du public.
En février 1999, le théâtre de Poche met sur pied le projet-pilote Article 27, en collaboration avec Isabelle Paternotte. Ce projet défend le droit à la culture pour tous : toute personne en situation sociale ou économique difficile peut accéder à un événement culturel en payant un tarif préférentiel de 50 BEF (1,25 € aujourd'hui). Article 27 propose également le service d’ambassadeurs culturels qui accompagnent les usagers au spectacle. Ce droit à la participation à la culture, établi par l’Article 27 de la Déclaration universelle des droits de l’homme, est essentiel pour Roland Mahauden, qui estime que la culture est «un lien social, aussi important que d’avoir un toit ou à bouffer ». Avec son soutien et celui d’Olivier Blin, l’initiative d’Isabelle Paternotte se structure en asbl en octobre 1999 et est active depuis lors.

### Années 2000:Monologues du vaginet goût de la révolte

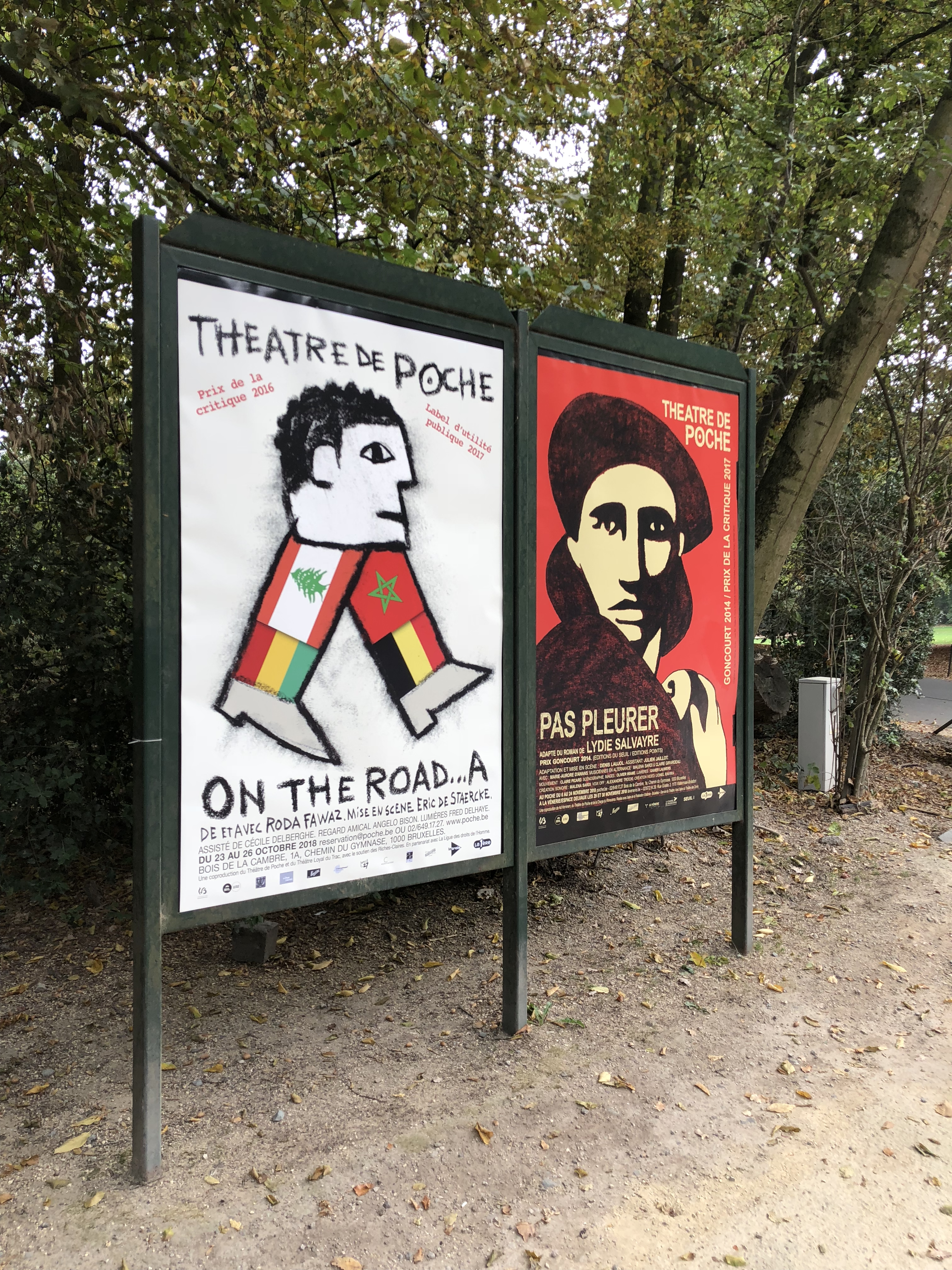
Affiches 2018

Les Monologues du vagin d’Eve Ensler, mis en scène par Tilly, dont la première mondiale en langue française a lieu en avril 2000 au bois de la Cambre, donne le ton de la décennie qui s’annonce au Poche : un théâtre de témoignage, directement emprunté au réel, qui secoue les tabous, vise l’émotion et la réflexion. Pour le directeur Roland Mahauden, l’artiste, aiguillonné par sa propre conscience, doit précéder les questions de société et les donner à voir « de toute urgence ». « Au théâtre, on n’est pas là pour dire aux gens comment ils doivent penser, on est juste là pour leur rappeler qu’il faut penser » : tel sera son leitmotiv. Par leur capacité mobilisatrice et citoyenne, les thèmes abordés par les spectacles (adoption, inceste, suicide, euthanasie, sexualité,…) inspirent des partenariats avec de nombreuses associations sociales, parmi lesquelles l’Unicef, Médecins Sans Frontières, Handicap International, Amnesty International ou La Ligue des Droits de l’Homme. Ces échanges se poursuivront dans les décennies suivantes. Ils ouvrent le Poche à d’autres publics, au siège ou en tournée, et offrent aux associations un autre biais pour mener leurs projets d’entraide, de réflexion ou de désaliénation sociétale. 
« On a parfois tort d’avoir raison trop tôt », disait Roger Domani. Les premiers jours des Monologues du vagin sont difficiles et les réservations peu nombreuses, avant que la location ne « s’enflamme littéralement ». Le succès est tel que le théâtre programmera le spectacle durant tout l’été 2001. Joué par Fanny Cottençon à la création en français, le spectacle sera ensuite porté par Estelle Marion, Sophie Duez, Isabelle Wéry et Christine Boisson. Sa tournée et les différentes reprises dureront jusqu’en 2004. 
Après Bent (1981 et 1998) ou Trainspotting (1996), Derek Goldby met en scène les spectacles parmi les plus marquants de la décennie 2000. En 2001, Goldby dirige Le Colonel Oiseau de Hristo Boytchev , qui raconte une expédition militaire menée aux Balkans par une équipée échappée d’un asile. Durant les répétition, l’ambiance est tellement survoltée que les acteurs ont « parfois l’impression d’être dans un véritable asile de fous ». La distribution (Isabelle Paternotte, Jaoued Deggouj, Pierre Dherte, John Dobrynine, Riton Liebman, Georges Lini, Bernard Marbaix), trouve le « bon grain de folie », d'après la critique. En 2002, pour Une histoire vrai (sic) de Howard Neal, Goldby pousse André Baeyens dans ses retranchements, en le conduisant à un phrasé millimétré et un corps tout en tensions. Dans cette lignée de pièces traduites du théâtre anglo-saxon, volontiers « trash » et pour la plupart jouées en première francophone, Derek Goldby mettra en scène American witch de David Foley (2004), Mythe propagande et désastre en Allemagne nazie et en Amérique contemporaine de Stephen Sewell (2006) ou encore Motortown de Simon Stephens (2007) . 
À côté de ces spectacles qui continuent à sculpter l’image « rock » du théâtre de Poche, l’esprit du lieu se définit aussi par l’écoute de témoignages directs, qu’ils passent par le truchement d’une écriture tierce (comme Les Monologues du vagin, pour lesquels Eve Ensler a récolté le témoignage de plus de 200 femmes) ou qu’ils soient portés par le témoin lui-même. Dans cette seconde catégorie, Un fou noir au pays des blancs, écrit et joué par Pie Tshibanda, qui évoque son parcours de réfugié et demandeur d’asile, rencontre un succès considérable. Avec plus de 2.000 représentations, ce solo est l’une des productions théâtrales de la Fédération Wallonie-Bruxelles à avoir le plus joué. En 2003, le théâtre de Poche en cèdera la diffusion à La Charge du Rhinocéros, qui voit le jour cette année-là sous la conduite d’Olivier Blin.
Le théâtre de Poche proposera ce théâtre de témoignage au fil de toutes les saisons qui suivront, tant dans l’écriture qui choisit le ton de l’humour (One Human Show de Sam Touzani en 2002 , les différents solos de Riton Liebman, On the road… A de Roda Fawaz en 2016, Fritland de Zenel Laci en 2019) que dans le théâtre qui puise dans la récolte de multiples témoignages (Les Monologue du vagin, Les Monologues voilés, Les Monologues de la marijuana , Les Pères,  Ménopausées,…). Cette option d’un théâtre direct, qui « appelle un chat un chat », correspond à l’envie du Poche d’aborder des questions complexes de façon lisible.
Dès le début des années 2000, Roland Mahauden renoue avec le voyage. Mû par un goût de l’aventure qui ne l’a jamais quitté, le directeur du Poche se rend au Congo, en Palestine, en Haïti ou en Afghanistan, pour mener des projets théâtraux ou nouer des contacts artistiques. De retour en Afrique, principalement au Congo mais aussi dans les pays limitrophes, il travaille à la création de spectacles, à la formation et à l’entraide. Ainsi, en 2004, le théâtre de Poche lance l’opération « Tous en scène pour la paix » en donnant trois représentations de Allah n’est pas obligé de Ahmadou Kourouma (mis en scène par René Georges) à Kinshasa. Dans la foulée, dix troupes théâtrales kinoises reprennent le flambeau à Kinshasa et dans le Bas-Congo, pour 60 représentations. Ensuite, neuf autres troupes jouent également le spectacle en Province Orientale, au Katanga et en Province d’Equateur. Au total, ce sont plusieurs milliers de spectateurs qui auront pu voir ce spectacle alertant sur la question des enfants soldats. Cette tournée aura permis à Roland Mahauden de tenir sa promesse envers Ahmadou Kourouma : jouer son texte là où ça se passe. Parmi les très nombreux fruits des échanges avec le continent africain, Roland Mahauden met notamment en scène Verre cassé, une comédie d’Alain Mabanckou (2006), Le bruit des os qui craquent de Suzanne Lebeau (interprété par une comédienne rwandaise et une comédienne congolaise jouant chacune dans leur langue) en 2011 ou encore Délestage, coécrit avec le comédien kinois David-Minor Ilunga, en 2017. Que ce soit en s’intéressant à la question des enfants soldats, des enfants considérés comme sorciers ou des albinos, Roland Mahauden n’a qu’un objectif : dénoncer les injustices.
Dans l’élan amorcé envers les adolescents au fil des années 1990, le théâtre de Poche poursuit la production de spectacles dont certains constituent de véritables « hits ». Créé en 2003, Hannah et Hanna, où l’auteur John Retallack confronte deux jeunes filles, l’une anglaise, l’autre réfugiée kosovare, tournera pendant plusieurs saisons, en partenariat avec la Ligue des Droits de l’Homme. On verra aussi John, monologue de Wajdi Mouawad qui évoque le suicide, en 2005, ou la reprise de l’increvable Art d’aimer, en 2004. Mais c’est indéniablement Chatroom de Enda Walsh, en 2009, dans une mise en scène de Sylvie De Braekeleer, qui atteint le triomphe. Ce portrait d’une jeunesse prise au piège du cyberespace tournera pendant 5 saisons consécutives, jusqu’en 2013. Le Poche est un lieu où les enseignants emmènent leurs élèves… et où les élèves emmènent leurs enseignants, ainsi que ces derniers en témoignent eux-mêmes.
Les années 2000 sont également celles du démarrage du Bar des Clandestins : une scène ouverte, à l’initiative du comédien Olivier Bony, qui permet aux artistes et public de se retrouver au bois de la Cambre les dimanches et lundis soir, jours habituels de relâche. L’initiative, qui durera de 2003 à 2012, témoigne aussi de l’ouverture de Roland Mahauden, « heureux de voir le théâtre qui grandit et qui s’émancipe de ses parents ».

### Années 2010: un théâtre de société
Pour la direction du théâtre de Poche, les années 2010 seront celles de la transmission et de stabilisation. Dès le début de la décennie, Roland Mahauden réfléchit à la transmission, puisqu’il sait qu’il atteindra les 70 ans en octobre 2012.
En octobre 2012 précisément, Olivier Coyette, qui a assuré de nombreuses mises en scène au théâtre du bois de la Cambre, reprend la direction du Poche, fonction qu’il assumera jusqu’en juin 2015.
En février 2016, après quelques mois où l’équipe est autonome, Olivier Blin est choisi comme nouveau directeur du théâtre de Poche. C’est l’engagement citoyen qui l’a amené au monde théâtral, au début des années 90. En 1992, alors logisticien pour l’ONG Causes Communes, il emmène la Compagnie Point Zéro dans des camps qui hébergent des réfugiés bosniaques en Croatie, pour jouer Yvonne princesse de Bourgogne et donner des ateliers théâtres. Engagé au théâtre de Poche dès 1993, il se reconnaît pleinement dans le théâtre de société que veut produire Roland Mahauden, qu’il envisage « comme un père » qui lui a « ouvert les yeux sur le monde ». De 2003 à 2016, Olivier Blin crée et dirige la Charge du Rhinocéros, avant de revenir au bois de la Cambre.
En 2016, le théâtre de Poche fête ses soixante-cinq ans d’existence et ses 50 ans au bois de la Cambre. L’idée de continuité anime Olivier Blin, qui revendique sa filiation avec Roland Mahauden mais aussi avec Roger Domani, dont il admire le goût de l’entreprise et l’esprit de piraterie. Une identification renforcée par le fait que, comme Domani, Blin ne pratique pas la mise en scène. Il souhaite la poursuite de l’engagement du Poche pour la « réflexion sociétale », que les sujets des spectacles soient politiques (migration, racisme, intégrisme de tout bord) ou intimes (la famille, la paternité, les tabous de la sexualité). Après certaines décennies d’une expression théâtrale plus sombre, comme les années 90, Olivier Blin souhaite exprimer, malgré la noirceur, la possibilité d’un mieux-être pour l’humanité, ce qui l’éloigne selon lui d’un « théâtre du réel » au profit d’un « théâtre branché sur le réel ». La volonté est de produire un théâtre qui reste viscéral mais pas défaitiste.
De façon générale, les années 2010 sont, au théâtre de Poche, celles de la poursuite d’une « action directe » par des spectacles qui prennent position sur des sujets d’actualité à travers une histoire lisible. Dès 2011, Les Monologues voilés illustrent parfaitement cet objectif. Le principe d’écriture est inspiré des Monologues du vagin de Eve Ensler. L’auteur, Adelheid Roosen, livre les témoignages de femmes aux racines musulmanes, toutes animées par le désir commun de « réveiller l’essentiel, le sensuel, dans la féminité ». Roosen a interviewé 74 femmes musulmanes de 17 à 85 ans, vivant aux Pays-Bas et issues de l’immigration marocaine, algérienne, turque, égyptienne, somalienne, iranienne et irakienne. Moins frontale que les Monologues du vagin, la subtilité de l’approche n'en est pas moins plébiscitée par le public et Les Monolgues voilés partent en tournée. À Paris, l’affiche d’Olivier Wiame, qui laisse deviner un corps nu sous l’étoffe, est interdite sur certains panneaux d’affichage.
Dans le même esprit, pour le Réveillon 2011, le théâtre de Poche (dé)roule Les Monologues de la marijuana, initialement créés en anglais à New York par Arj Barker, Doug Benson et Tony Camin sous le titre The Marijuana-Logues. Pour leur création en français, sous la conduite de Tilly, ces Monologues sont joués par James Deano, Stéphane Fenocchi et Riton Liebman, qui participent également à l’adaptation au contexte francophone. C’est davantage la comédie que l’analyse sociologique que vise le spectacle, et l’objectif semble atteint puisqu’ainsi qu’en juge Le Soir, « on finit hilare ! ». À propos de Riton Liebman, il faut souligner le compagnonnage que l’auteur et acteur mène avec le théâtre de Poche depuis le début des années 90. Sur la scène du Poche dès 1993 avec son solo Dirk le Rebelle, mis en scène par Bruno Bulté, l’acteur joue notamment dans Le Colonel-Oiseau et Les Contes urbains en 2001  (une création de Noël, qui invite plusieurs auteurs belges à écrire des textes courts). En 2002, il crée au Poche le solo Le sens du partage, mis en scène par Roland Mahauden. En 2015, toujours en solo, il entame une trilogie autofictionnelle avec Liebman Renégat (créé au théâtre de l'Ancre, à Charleroi), suivi en 2016 par La vedette du quartier, puis en 2020 par Soissons dans l’Aisne.
Parti créer La Charge du Rhinocéros en 2003, Olivier Blin avait obtenu de poursuivre la diffusion du spectacle Un Fou noir au Pays des Blancs, de Pie Tshibanda. En 2011, la création des Pères, de Julie Annen, scelle une coproduction entre La Charge du Rhinocéros et le théâtre de Poche – et un retour symbolique des échanges artistiques entre Mahauden et Blin. Les Pères est le fruit d'un théâtre de témoignage, qui illustre bien l’action des deux structures. L'auteure, Julie Annen, a « apprivoisé » une centaine de pères de différents âges et cultures, pour explorer la façon – très bigarrée – dont ils vivent la paternité. Dans la distribution, aux côtés d’Achille Ridolfi et Anton Tarradellas, on retrouve Daniel Marcellin, un comédien haïtien dont La Charge du Rhinocéros soutient l’action théâtrale à Port-au-Prince.
La décennie 2010 confirme le théâtre de Poche dans son rôle de pourfendeur de tabous et d’accélérateur de débats auprès des adolescents et des jeunes adultes, relayant des interrogations essentielles qui pourtant « tétanisent l’école et les parents ». Dans la lignée du succès de Chatroom, qui a tourné de 2009 à 2013, Punk Rock, de Simon Stephens, s’impose dans une mise en scène d’Olivier Coyette, en 2014, abordant le sujet de l’ultraviolence au sein d’un établissement scolaire. En 2015, Les chatouilles (une coproduction de La Charge du Rhinocéros) évoque les abus sexuels dans l’enfance, à travers l’aplomb théâtral et chorégraphique saisissant d’Andréa Bescond, qui parvient à « danser l’indicible ». En 2016, après avoir questionné la violence de l’industrie pornographique dans Plainte contre X, de Karin Bernfeld, c’est la bisexualité que le Poche évoque dans La Théorie du Y, de Caroline Taillet. Autant de thèmes qui parviennent à happer les adolescents, un public « pourtant réfractaire à se laisser encercler ».
Le théâtre de témoignage dévoile notamment la faconde de Roda Fawaz, à travers deux seuls en scène : On the road… A, en 2016, raconte avec humour et autodérision le parcours de cet artiste d’origine libanaise, né au Maroc, élevé en Guinée, de nationalité belge, qui se réclame « d’une gueule d’Italien pour faciliter les sorties en boîte ». En 2020, avec Dieu le Père, Roda Fawaz en appelle à Dieu, avec lequel il forme, sa mère et lui, « un trio infernal : si [m]on père est absent, Allah, lui, est omniprésent ». En 2019, forgeant lui aussi une autofiction « croustillante », Zenel Laci raconte dans Fritland sa propre vie au cœur de Bruxelles, dans la friterie créée par ses parents, immigrés albanais, près de la Bourse. Mis en scène par Denis Laujol, l’ancien fritier dévoile son parcours, son appel vers la littérature, son émancipation par l’écriture. Pour l’occasion, le théâtre de Poche imprime des cornets pour promouvoir le spectacle, qui serviront effectivement à servir des frites, notamment à la sortie de la salle. Face au succès de billetterie de ce spectacle créé en avril 2019, le théâtre organise une reprise immédiate au mois de juin qui suit.
Pour célébrer à sa façon les 50 ans de Mai 68, le théâtre de Poche bâtit un Village de la Contestation au bois de la Cambre en mai et juin 2018. Pendant trois semaines, théâtre, concerts, expositions, documentaires, chapiteaux, censure/caricature, lanceurs d'alerte, activistes, souvenirs libertaires de Mai 68 et désobéissance civile, comme l’annonce le menu, font les beaux jours du printemps. Le chanteur Didier Super, l’entarteur Noël Godin, le lanceur d’alerte Antoine Deltour ou encore Juan Branco, l’avocat de Julian Assange, participent à l’événement. Une création théâtrale mise en scène par Charlie Degotte, Circus 68, réunit le chanteur et comédien militant Claude Semal et l’acteur François Sikivie autour de l’héritage du mythique printemps des barricades : les pavés et la plage, les CRS et les manifs, les slogans d’anthologie et les lacrymos, la poésie des affiches en sérigraphie et l’accordéon des usines en grève.
En 2018 également, le théâtre de Poche et la Compagnie Point Zéro reviennent sur la catastrophe nucléaire de Tchernobyl de 1986, dont les retombées, 30 ans plus tard, ne sont pas près de se dissiper. Composé à partir de la parole de survivants à la catastrophe, d’habitants proches de la zone d’exclusion en Biélorussie, de scientifiques actifs dans le dépistage de césium 137, de personnes-ressources partisanes ou non du nucléaire qu’a rencontrés la compagnie Point Zéro, L’Herbe de l’Oubli, mis en scène par Jean-Michel d’Hoop, s’inspire de la prise de témoignages réalisée à Tchernobyl par Svetlana Alexievitch, prix Nobel de Littérature 2015 (La Supplication, éditions JC Lattès). Le spectacle, qui mêle vidéo, jeu d’acteurs et marionnettes, tournera pendant plusieurs saisons. Il est élu « Meilleur Spectacle » au Prix de la Critique en 2018.
Parmi les créations de la saison 2019-2020, qui clôt une décennie consacrée au théâtre de société, comme toute l’histoire du Poche sans doute, Le champ de bataille, adapté du roman de Jérôme Colin, aborde la question de l’adolescence du point de vue d’un père. Mai 68 ayant inspiré de nouvelles pédagogies, l’autorité intraitable est remplacée par l’écoute et le dialogue, ce qui ne fait pas toujours l’affaire du narrateur, perdu dans son envie de bien faire. Un spectacle qui questionne la violence sociale, notamment produite par l’école et la famille, mais qui n’est jamais dénué d’espérance, ainsi que le souhaite la vision de l’engagement théâtral selon Olivier Blin.

### Une cohérence graphique
Même s’il y a eu des exceptions notables, comme Jacques Richez, Roland Topor ou Raymond Renard, l’identité graphique du théâtre de Poche est signée Olivier Wiame, scénographe et illustrateur, qui réalise les affiches du théâtre depuis le milieu des années 80. Soucieux d’interpeller « le passant dans la rue », son travail d’affichiste est à la fois érudit (par son approche dramaturgique des œuvres) et direct (par sa puissance sémantique). Regrettant que le monde de l’affiche soit laissé aux seuls publicitaires, Olivier Wiame revendique par son travail graphique un engagement qui concerne également l’espace public et, dans cette volonté de réappropriation, crée des images au « ton volontiers incisif » pour inviter les passants à penser.